# Asău (okręg Bacău)
Asău – wieś w Rumunii, w okręgu Bacău, w gminie Asău. W 2011 roku liczyła 2112 mieszkańców.